# Silene suecica
Silene suecica là loài thực vật có hoa thuộc họ Cẩm chướng. Loài này được (Lodd.) Greuter & Burdet miêu tả khoa học đầu tiên năm 1982.